# تامو ماسيف
تامو ماسيف أو تامو مسيف (بالإنجليزية: Tamu Massif)‏ هو بركان أكتشف في 5 سبتمبر 2013. ويعتقد العلماء أنه الأكبر في العالم، وهو أكبر من بركان مونا لوا بستين مرة بمساحة تبلغ 120 ألف ميل مربع بحجم ولاية نيو مكسيكو.
يقع بركان تامو ماسيف تحت البحر في أعماق المحيط الهادي على بعد 1,600 كم (990 ميل) شرق اليابان. يبعد قمة البركان حوالي 1,980 متر (6,500 قدم) تحت سطح المحيط، وقاعدته تمتد إلى عمق حوالي 6.4 كيلومتر (4.0 ميل). و يبلغ ارتفاع الجبل البركاني حوالي 4,460 متر (14,620 قدم). ويعتقد أن عمره يتجاوز 145 مليون عام وأن نشاطه خمد بعد بضعة ملايين من تشكله.
وقد استغرقت الدراسة قرابة عشرون عاماً على متن سفينة علمية ضخمة، دون أن تكتشف أن ما تقوم بدراسته هو بركان واحد. وقد حطم الرقم القياسي لأكبر بركان في العالم ( كان يسبقه بركان مونا لوا في هاواي ) .

## جيولوجيا
تشكل منذ حوالي 145 مليون سنة خلال عصر الجوراسي المتأخر و العصر الطباشيري المبكر، وقد تشكل من طبقة تلو أخرى من الحمم البركانية المتحركة من مركز البركان إلى الأطراف الباردة، وتبلغ مساحته 450 كم × 650 كم بمجموع أكبر من 260,000 كم مربع 

## التسمية
قام فريق العمل الذي اكتشف هذا البركان بتسميته بتامو ماسيف لصلة الاسم بجامعة إيه إم بولاية تكساس 